# Adeleorina
Az Adeleorina az Apicomplexa parazita alrendje.

## Történet
Léger 1911-ben írta le a kládot, első azonosított faja a Dactylosoma ranarum, melyet európai békában írt le Lankester 1871-ben. Eredeti neve Undulina ranarum volt, de 1882-ben Drepanidium ranarumra változott neve, végül a Dactylosoma nemzetségbe került.
A kutyahepatozoonózist először Indiában írta le 1905-ben James. A fajt Leucocytozoon canisnak nevezte. 1907-ben Christopher kimutatta, hogy a Rhipicephalus sanguineus a vektora. A Hepatozoon nemzetséget Miller hozta létre 1908-ban a Rattus norvegicus egy májban történő merogóniájú és Laelap echidinusban történő sporogóniájú életciklusú fajhoz. Ledger eredetileg a nemzetséget a Haemogregarinidae kládba sorolta, de Wenyon 1926-ban áthelyezte az akkor létrehozott Hepatozoidae kládba.

## Életciklus
Az alrend minden faja szizigiummal képzi ivarsejtjeit. Ez a gyakran mozgó gamonták kapcsolódását igényli a működő ivarsejtek keletkezése és megtermékenyítése előtt.
Életciklusa általában összetett, legalább 1 (de gyakran több), gametogónia, szingámia és sporogónia követte ivartalan merogóniával. Számos fajban a meronta és a merozoita morfológiailag megkülönböztethető típusokból áll: egy merontatípus nagy merozoitákat hoz létre, melyek további merogóniás replikációt indítanak el, egy másik kisebbeket hoz létre, melyek a gamonták elődei. A mikrogamonta általában 1–4 mikrogamétát hoz létre. További jellemzők az endodiogénia hiánya és a sporozoita sporocisztába zártsága
A heteroxén Haemogregarinidae-fajokban a gamonták konjugációja és az ez utáni sporogónia gyakran gerinctelen végső gazdában és vektorban történik. A merogónia általában a gerinces gazda parenchimás szöveteiben történik, ezt a fertőző gametociták eritrocitákban való kialakulása követi. A Hepatozoon gametocitái a leukocitákban is kialakulhatnak. A Haemogregarinidae kétféleképp terjedhet:
- inoculatio – a fertőző sporozoiták a gerinces gazdába kerülnek, mikor vektoruk vért szív (Dactylosoma, Haemogregarina)
- táplálékkal – a parazita a fertőzött gerinctelen gazda bevitelével jut a gerincesbe. Ez paraténiás gazdát is igénybe vehet. A következő végleges gazda kizárólag vérszíváskor fertőződhet. Példák a Karyolysus, Hemolivia, Hepatozoon nemzetségek.

## Rendszertan
Az Adeleorina mintegy 500 fajjal rendelkezik 7 családban és 19 nemzetségben. A családokat 2 csoportra ostják:
- „Adelinae” – monoxén Coccidia-kládok (Adeleidae, Legerellidae)
- „Haemogregarinae” – heteroxén kládok vérszívó gerinctelenek és számos gerinces közt mozgó életciklussal (Dactylosomatidae, Haemogregarinidae, Hepatozoidae, Karyolysidae)

E csoportosítás alól 1 kivétel van: a Klossiella (Klossiellidae) emlősök és hüllők monoxén kládja.
E rendszertan hibás lehet, mivel a Hepatozoidae parafiletikus lehet. A Hemolivia nemzetség a Hepatozoonon belül lehet. A Hepatozoon 2 alnemzetséggel rendelkezhet: az egyik köztes gazdái ragadozók, a másikéi rágcsálók és nem emlős gerincesek.

### Felbontás
Családjai és nemzetségei:
- Adeleidae Mesnil, 1903
  - Chagasella Machado in 1911
  - Ganapatiella Kalavati, 1977
  - Gibbsia Levine, 1986
  - Klossia Schneiderin, 1875
  - Orcheobius Schuberg & Kunze, 1906
  - Rasajeyna Beesley, 1977
  - Ithaniinae
    - Adelea Schneider, 1875
    - Adelina Hesse, 1911
    - Ithania Ludwigin, 1947
- Dactylosomatidae Jakowska & Nigrelli, 1955
  - Babesiosoma Jakowska & Nigrelli, 1956
  - Dactylosoma Labbé, 1894 [6]
- Haemogregarinidae Neveu-Lemaire, 1901
  - Cyrilia Lainson, 1981
  - Desseria Siddall, 1995
  - Haemogregarina Danilewsky, 1885
- Hepatozoidae Wenyon, 1926
  - Hepatozoon Miller, 1908
- Karyolysidae Wenyon, 1926
  - Karyolysus Labbé, 1894
  - Hemolivia Petit et al, 1990
- Klossiellidae Smith & Johnson, 1902
  - Klossiella
- Legerellidae Minchin, 1903
  - Legerella Mesnil, 1900

### Fertőzött fajok
A Karyolysus Lacerta- és feltehetően Scincidae-fajokat, a Haemogregarina teknős- és piócafajokat, a Desseria halakat fertőz, ez utóbbiban nicns eritrocitás merogónia. Az Ithaniinae nemzetségei számos morfológiai jellemzője közös, és rovarok emésztőrendszerét fertőzi.
DNS-tanulmányok alapján a Hemolivia a Hepatozoon része lehet. Ha ez megerősíthető, a klád rendszertana módosítandó. A 18S rRNS tanulmányai alapján a Karyolysus és a Hepatozoon közt átfedés lehet.
Karadjian, Chavatte és Landau 2015-ben az Adeleidae kládot módosították, és molekuláris filogenetikai alapon 4 típusba sorolták tagjait:
- I. típus: Hepatozoon Miller, 1908, típusfaj: H. perniciosum Miller, 1908
- II. típus: Karyolysus Labbé, 1894, típusfaj: K. lacertae (Danilewsky, 1886) Reichenow, 1913
- III. típus: Hemolivia Petit et al., 1990, típusfaj: H. stellata Petit et al., 1990
- IV. típus: Bartazoon Karadjian, Chavatte and Landau, 2015, típusfaj: B. breinli (Mackerras, 1960).[8]

## Fordítás
Ez a szócikk részben vagy egészben  az   Adeleorina című angol Wikipédia-szócikk ezen változatának fordításán alapul.  Az eredeti cikk szerkesztőit annak laptörténete sorolja fel. Ez a jelzés csupán a megfogalmazás eredetét és a szerzői jogokat jelzi, nem szolgál a cikkben szereplő információk forrásmegjelöléseként.